# Neptunus-Schiebroek
Neptunus-Schiebroek is een Nederlandse voetbalvereniging uit Rotterdam-Schiebroek. De club ontstond op 1 juni 2011 als fusie tussen de voetbalafdeling van SC Neptunus en voetbalclub RVV Schiebroek'94. De geldende oprichtingsdatum is 1 juni 1900. De clubslogan is "met elkaar, voor elkaar".
Het eerste zaterdagelftal komt uit in de Tweede klasse van het Nederlands amateurvoetbal (2025/26).
De vereniging heeft 36 teams, waaronder 9 seniorenteams, 26 juniorenteams (ook meisjeselftallen) en een G-elftal.

## Stamboom
|                                  |                                  |                                  |                                  |                                  |                                  |  |  | Neerlandia (01/01/1910) | Neerlandia (01/01/1910) | Neerlandia (01/01/1910) | Neerlandia (01/01/1910) | Neerlandia (01/01/1910) | Neerlandia (01/01/1910) |  |  |  |  |                        |                        |                        |                        |                        |                        |                                 |                                 |                                 |                                 |                                 |                                 |                       |                       |                       |                       |                       |                       | De Griep Boys (D.G.B.) (01/06/1944) | De Griep Boys (D.G.B.) (01/06/1944) | De Griep Boys (D.G.B.) (01/06/1944) | De Griep Boys (D.G.B.) (01/06/1944) | De Griep Boys (D.G.B.) (01/06/1944) | De Griep Boys (D.G.B.) (01/06/1944) |                                      |                       |                       |                       |                                  |                                  | D.E.S.V. (30/04/1934-opgeh.1941) | D.E.S.V. (30/04/1934-opgeh.1941) | D.E.S.V. (30/04/1934-opgeh.1941) | D.E.S.V. (30/04/1934-opgeh.1941) | D.E.S.V. (30/04/1934-opgeh.1941)    | D.E.S.V. (30/04/1934-opgeh.1941)    |                                     |                                     |                                     |                                     | rv & av Neptunus 01/06/1900 | rv & av Neptunus 01/06/1900 | rv & av Neptunus 01/06/1900 | rv & av Neptunus 01/06/1900 | rv & av Neptunus 01/06/1900 | rv & av Neptunus 01/06/1900 |                         |                         |                         |                         |                         |                         | Het Westen (1912) | Het Westen (1912) | Het Westen (1912) | Het Westen (1912) | Het Westen (1912) | Het Westen (1912) |
|                                  |                                  |                                  |                                  |                                  |                                  |  |  | Neerlandia (01/01/1910) | Neerlandia (01/01/1910) | Neerlandia (01/01/1910) | Neerlandia (01/01/1910) | Neerlandia (01/01/1910) | Neerlandia (01/01/1910) |  |  |  |  |                        |                        |                        |                        |                        |                        |                                 |                                 |                                 |                                 |                                 |                                 |                       |                       |                       |                       |                       |                       | De Griep Boys (D.G.B.) (01/06/1944) | De Griep Boys (D.G.B.) (01/06/1944) | De Griep Boys (D.G.B.) (01/06/1944) | De Griep Boys (D.G.B.) (01/06/1944) | De Griep Boys (D.G.B.) (01/06/1944) | De Griep Boys (D.G.B.) (01/06/1944) |                                      |                       |                       |                       |                                  |                                  | D.E.S.V. (30/04/1934-opgeh.1941) | D.E.S.V. (30/04/1934-opgeh.1941) | D.E.S.V. (30/04/1934-opgeh.1941) | D.E.S.V. (30/04/1934-opgeh.1941) | D.E.S.V. (30/04/1934-opgeh.1941)    | D.E.S.V. (30/04/1934-opgeh.1941)    |                                     |                                     |                                     |                                     | rv & av Neptunus 01/06/1900 | rv & av Neptunus 01/06/1900 | rv & av Neptunus 01/06/1900 | rv & av Neptunus 01/06/1900 | rv & av Neptunus 01/06/1900 | rv & av Neptunus 01/06/1900 |                         |                         |                         |                         |                         |                         | Het Westen (1912) | Het Westen (1912) | Het Westen (1912) | Het Westen (1912) | Het Westen (1912) | Het Westen (1912) |
|                                  |                                  |                                  |                                  |                                  |                                  |  |  |                         |                         |                         |                         |                         |                         |  |  |  |  |                        |                        |                        |                        |                        |                        |                                 |                                 |                                 |                                 |                                 |                                 |                       |                       |                       |                       |                       |                       |                                     |                                     |                                     |                                     |                                     |                                     |                                      |                       |                       |                       |                                  |                                  |                                  |                                  |                                  |                                  |                                     |                                     |                                     |                                     |                                     |                                     |                             |                             |                             |                             |                             |                             |                         |                         |                         |                         |                         |                         |                   |                   |                   |                   |                   |                   |
|                                  |                                  |                                  |                                  |                                  |                                  |  |  | C.V.V. (1912)           | C.V.V. (1912)           | C.V.V. (1912)           | C.V.V. (1912)           | C.V.V. (1912)           | C.V.V. (1912)           |  |  |  |  | Pengharapan (onbekend) | Pengharapan (onbekend) | Pengharapan (onbekend) | Pengharapan (onbekend) | Pengharapan (onbekend) | Pengharapan (onbekend) |                                 |                                 |                                 |                                 |                                 |                                 | csc Unicum (onbekend) | csc Unicum (onbekend) | csc Unicum (onbekend) | csc Unicum (onbekend) | csc Unicum (onbekend) | csc Unicum (onbekend) |                                     |                                     |                                     |                                     | D.E.S.V. (01/09/1945)               | D.E.S.V. (01/09/1945)               | D.E.S.V. (01/09/1945)                | D.E.S.V. (01/09/1945) | D.E.S.V. (01/09/1945) | D.E.S.V. (01/09/1945) |                                  |                                  |                                  |                                  |                                  |                                  | vv Schiebroek (V.V.S.) (18/05/1934) | vv Schiebroek (V.V.S.) (18/05/1934) | vv Schiebroek (V.V.S.) (18/05/1934) | vv Schiebroek (V.V.S.) (18/05/1934) | vv Schiebroek (V.V.S.) (18/05/1934) | vv Schiebroek (V.V.S.) (18/05/1934) |                             |                             |                             |                             |                             |                             | rv & av Neptunus (1919) | rv & av Neptunus (1919) | rv & av Neptunus (1919) | rv & av Neptunus (1919) | rv & av Neptunus (1919) | rv & av Neptunus (1919) |                   |                   |                   |                   |                   |                   |
|                                  |                                  |                                  |                                  |                                  |                                  |  |  | C.V.V. (1912)           | C.V.V. (1912)           | C.V.V. (1912)           | C.V.V. (1912)           | C.V.V. (1912)           | C.V.V. (1912)           |  |  |  |  | Pengharapan (onbekend) | Pengharapan (onbekend) | Pengharapan (onbekend) | Pengharapan (onbekend) | Pengharapan (onbekend) | Pengharapan (onbekend) |                                 |                                 |                                 |                                 |                                 |                                 | csc Unicum (onbekend) | csc Unicum (onbekend) | csc Unicum (onbekend) | csc Unicum (onbekend) | csc Unicum (onbekend) | csc Unicum (onbekend) |                                     |                                     |                                     |                                     | D.E.S.V. (01/09/1945)               | D.E.S.V. (01/09/1945)               | D.E.S.V. (01/09/1945)                | D.E.S.V. (01/09/1945) | D.E.S.V. (01/09/1945) | D.E.S.V. (01/09/1945) |                                  |                                  |                                  |                                  |                                  |                                  | vv Schiebroek (V.V.S.) (18/05/1934) | vv Schiebroek (V.V.S.) (18/05/1934) | vv Schiebroek (V.V.S.) (18/05/1934) | vv Schiebroek (V.V.S.) (18/05/1934) | vv Schiebroek (V.V.S.) (18/05/1934) | vv Schiebroek (V.V.S.) (18/05/1934) |                             |                             |                             |                             |                             |                             | rv & av Neptunus (1919) | rv & av Neptunus (1919) | rv & av Neptunus (1919) | rv & av Neptunus (1919) | rv & av Neptunus (1919) | rv & av Neptunus (1919) |                   |                   |                   |                   |                   |                   |
|                                  |                                  |                                  |                                  |                                  |                                  |  |  |                         |                         |                         |                         |                         |                         |  |  |  |  |                        |                        |                        |                        |                        |                        |                                 |                                 |                                 |                                 |                                 |                                 |                       |                       |                       |                       |                       |                       |                                     |                                     |                                     |                                     |                                     |                                     |                                      |                       |                       |                       |                                  |                                  |                                  |                                  |                                  |                                  |                                     |                                     |                                     |                                     |                                     |                                     |                             |                             |                             |                             |                             |                             |                         |                         |                         |                         |                         |                         |                   |                   |                   |                   |                   |                   |
| Red Star (opgegaan in SIOD-1914) | Red Star (opgegaan in SIOD-1914) | Red Star (opgegaan in SIOD-1914) | Red Star (opgegaan in SIOD-1914) | Red Star (opgegaan in SIOD-1914) | Red Star (opgegaan in SIOD-1914) |  |  | rv & av S.I.O.D. (1913) | rv & av S.I.O.D. (1913) | rv & av S.I.O.D. (1913) | rv & av S.I.O.D. (1913) | rv & av S.I.O.D. (1913) | rv & av S.I.O.D. (1913) |  |  |  |  |                        |                        |                        |                        |                        |                        | cs Unicum (21/06/1921)          | cs Unicum (21/06/1921)          | cs Unicum (21/06/1921)          | cs Unicum (21/06/1921)          | cs Unicum (21/06/1921)          | cs Unicum (21/06/1921)          |                       |                       |                       |                       |                       |                       |                                     |                                     |                                     |                                     |                                     |                                     |                                      |                       |                       |                       | D.E.S.V./Schiebroek (01/07/1987) | D.E.S.V./Schiebroek (01/07/1987) | D.E.S.V./Schiebroek (01/07/1987) | D.E.S.V./Schiebroek (01/07/1987) | D.E.S.V./Schiebroek (01/07/1987) | D.E.S.V./Schiebroek (01/07/1987) |                                     |                                     |                                     |                                     |                                     |                                     |                             |                             |                             |                             |                             |                             |                         |                         |                         |                         |                         |                         |                   |                   |                   |                   |                   |                   |
| Red Star (opgegaan in SIOD-1914) | Red Star (opgegaan in SIOD-1914) | Red Star (opgegaan in SIOD-1914) | Red Star (opgegaan in SIOD-1914) | Red Star (opgegaan in SIOD-1914) | Red Star (opgegaan in SIOD-1914) |  |  | rv & av S.I.O.D. (1913) | rv & av S.I.O.D. (1913) | rv & av S.I.O.D. (1913) | rv & av S.I.O.D. (1913) | rv & av S.I.O.D. (1913) | rv & av S.I.O.D. (1913) |  |  |  |  |                        |                        |                        |                        |                        |                        | cs Unicum (21/06/1921)          | cs Unicum (21/06/1921)          | cs Unicum (21/06/1921)          | cs Unicum (21/06/1921)          | cs Unicum (21/06/1921)          | cs Unicum (21/06/1921)          |                       |                       |                       |                       |                       |                       |                                     |                                     |                                     |                                     |                                     |                                     |                                      |                       |                       |                       | D.E.S.V./Schiebroek (01/07/1987) | D.E.S.V./Schiebroek (01/07/1987) | D.E.S.V./Schiebroek (01/07/1987) | D.E.S.V./Schiebroek (01/07/1987) | D.E.S.V./Schiebroek (01/07/1987) | D.E.S.V./Schiebroek (01/07/1987) |                                     |                                     |                                     |                                     |                                     |                                     |                             |                             |                             |                             |                             |                             |                         |                         |                         |                         |                         |                         |                   |                   |                   |                   |                   |                   |
| Victoria (opgegaan in SIOD-1917) |                                  |                                  |                                  |                                  |                                  |  |  |                         |                         |                         |                         |                         |                         |  |  |  |  |                        |                        |                        |                        |                        |                        |                                 |                                 |                                 |                                 |                                 |                                 |                       |                       |                       |                       |                       |                       |                                     |                                     |                                     |                                     |                                     |                                     |                                      |                       |                       |                       |                                  |                                  |                                  |                                  |                                  |                                  |                                     |                                     |                                     |                                     |                                     |                                     |                             |                             |                             |                             |                             |                             |                         |                         |                         |                         |                         |                         |                   |                   |                   |                   |                   |                   |
|                                  |                                  |                                  |                                  |                                  |                                  |  |  |                         |                         |                         |                         |                         |                         |  |  |  |  |                        |                        |                        |                        |                        |                        |                                 |                                 |                                 |                                 |                                 |                                 |                       |                       |                       |                       |                       |                       |                                     |                                     |                                     |                                     |                                     |                                     |                                      |                       |                       |                       |                                  |                                  |                                  |                                  |                                  |                                  |                                     |                                     |                                     |                                     |                                     |                                     |                             |                             |                             |                             |                             |                             |                         |                         |                         |                         |                         |                         |                   |                   |                   |                   |                   |                   |
|                                  |                                  |                                  |                                  |                                  |                                  |  |  |                         |                         |                         |                         |                         |                         |  |  |  |  |                        |                        |                        |                        |                        |                        |                                 |                                 |                                 |                                 |                                 |                                 |                       |                       |                       |                       |                       |                       |                                     |                                     |                                     |                                     |                                     |                                     |                                      |                       |                       |                       |                                  |                                  |                                  |                                  |                                  |                                  |                                     |                                     |                                     |                                     |                                     |                                     |                             |                             |                             |                             |                             |                             |                         |                         |                         |                         |                         |                         |                   |                   |                   |                   |                   |                   |
|                                  |                                  |                                  |                                  |                                  |                                  |  |  |                         |                         |                         |                         |                         |                         |  |  |  |  |                        |                        |                        |                        |                        |                        | RVV Schiebroek '94 (01/06/1994) | RVV Schiebroek '94 (01/06/1994) | RVV Schiebroek '94 (01/06/1994) | RVV Schiebroek '94 (01/06/1994) | RVV Schiebroek '94 (01/06/1994) | RVV Schiebroek '94 (01/06/1994) |                       |                       |                       |                       |                       |                       |                                     |                                     |                                     |                                     |                                     |                                     |                                      |                       |                       |                       |                                  |                                  |                                  |                                  |                                  |                                  |                                     |                                     |                                     |                                     |                                     |                                     |                             |                             |                             |                             |                             |                             | SC Neptunus (1943)      | SC Neptunus (1943)      | SC Neptunus (1943)      | SC Neptunus (1943)      | SC Neptunus (1943)      | SC Neptunus (1943)      |                   |                   |                   |                   |                   |                   |
|                                  |                                  |                                  |                                  |                                  |                                  |  |  |                         |                         |                         |                         |                         |                         |  |  |  |  |                        |                        |                        |                        |                        |                        | RVV Schiebroek '94 (01/06/1994) | RVV Schiebroek '94 (01/06/1994) | RVV Schiebroek '94 (01/06/1994) | RVV Schiebroek '94 (01/06/1994) | RVV Schiebroek '94 (01/06/1994) | RVV Schiebroek '94 (01/06/1994) |                       |                       |                       |                       |                       |                       |                                     |                                     |                                     |                                     |                                     |                                     |                                      |                       |                       |                       |                                  |                                  |                                  |                                  |                                  |                                  |                                     |                                     |                                     |                                     |                                     |                                     |                             |                             |                             |                             |                             |                             | SC Neptunus (1943)      | SC Neptunus (1943)      | SC Neptunus (1943)      | SC Neptunus (1943)      | SC Neptunus (1943)      | SC Neptunus (1943)      |                   |                   |                   |                   |                   |                   |
|                                  |                                  |                                  |                                  |                                  |                                  |  |  |                         |                         |                         |                         |                         |                         |  |  |  |  |                        |                        |                        |                        |                        |                        |                                 |                                 |                                 |                                 |                                 |                                 |                       |                       |                       |                       |                       |                       |                                     |                                     |                                     |                                     |                                     |                                     |                                      |                       |                       |                       |                                  |                                  |                                  |                                  |                                  |                                  |                                     |                                     |                                     |                                     |                                     |                                     |                             |                             |                             |                             |                             |                             |                         |                         |                         |                         |                         |                         |                   |                   |                   |                   |                   |                   |
|                                  |                                  |                                  |                                  |                                  |                                  |  |  |                         |                         |                         |                         |                         |                         |  |  |  |  |                        |                        |                        |                        |                        |                        |                                 |                                 |                                 |                                 |                                 |                                 |                       |                       |                       |                       |                       |                       |                                     |                                     |                                     |                                     |                                     |                                     | RVV Neptunus-Schiebroek (01/06/2011) |                       |                       |                       |                                  |                                  |                                  |                                  |                                  |                                  |                                     |                                     |                                     |                                     |                                     |                                     |                             |                             |                             |                             |                             |                             |                         |                         |                         |                         |                         |                         |                   |                   |                   |                   |                   |                   |

## Geschiedenis

### SC Neptunus

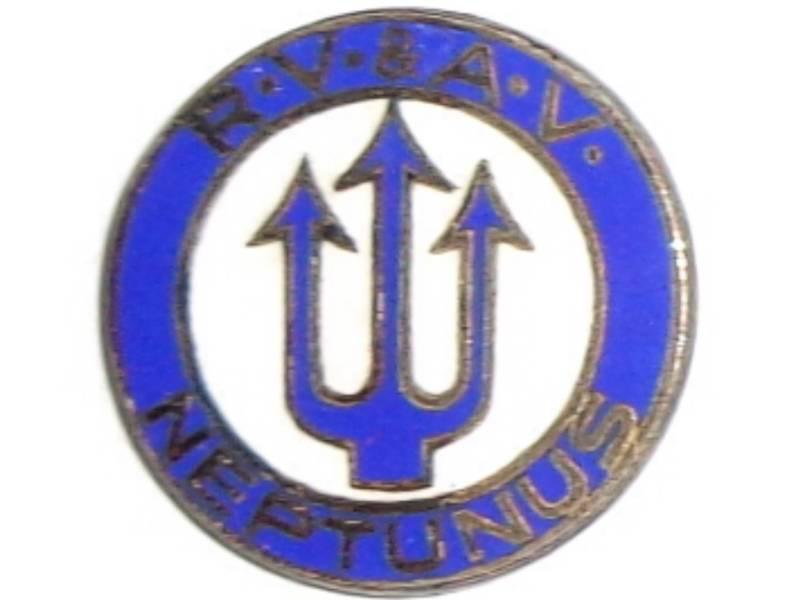
Clublogo Neptunus van oprichting tot ongeveer 1942 (toen er ook een honkbal afdeling bij kwam).

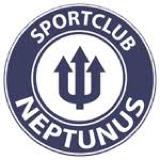
Nadat er in 1942 een honkbalafdeling kwam werd de clubnaam veranderd van rv & av Neptunus naar Sport Club (SC) Neptunus.

Neptunus werd op 1 juni 1900 opgericht en was een in Rotterdam-West gevestigde omnisportvereniging, met een voetbal-, atletiek- en sinds 1942 een honkbalafdeling. De oorspronkelijke naam was R.V. & A.V. Neptunus. De club speelde tijdens de eerste jaren van haar bestaan in Het Park in Rotterdam, waar nu de Euromast staat. Vanwege veldentekort in Rotterdam speelde Neptunus vervolgens bij de Rotterdamsche Droogdok Maatschappij, Vlaardingen en Schiebroek, voordat het zich in 1926 definitief vestigde in het westen van de stad. Eerst aan de Laanslootseweg, later in 1945 aan de Abraham van Stolkweg, tegenover de Van Nelle fabriek. Het eerste elftal (zondag) kwam sinds 1930 uit in de top van het Rotterdamse amateurvoetbal met in 1944 vier internationals. In dat jaar was de internationaal vermaarde Oostenrijker Richard 'Dombi' Kohn (ex-Bayern München, ex-Barcelona en ex-Feijenoord) de hoofdtrainer van Neptunus.  De hoofdonderwijzer Frits Timmerman was de langst zittende voorzitter, van 1921 tot 1956. Leden van de club noemden zich vol trots Neptunianen. In 2010 verscheen er een drie uur durende documentaire gemaakt over de geschiedenis van de club, waarin ook de eerste VARA televisiequizmaster (en journalist) Theo Eerdmans een rol speelde.

### RVV Schiebroek'94
RVV Schiebroek '94 ontstond op 1 juni 1994 als fusie tussen DESV Schiebroek, cs Unicum en SIOD.

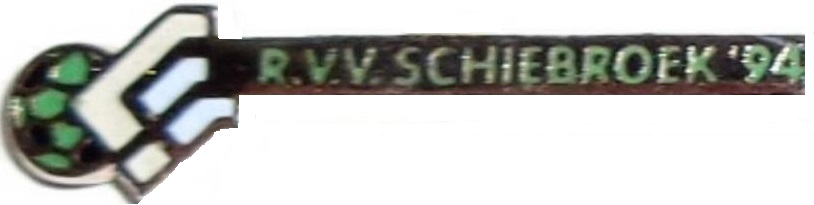
Het clublogo van Schiebroek'94 van 1994 tot 2004.

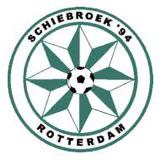
Het in 2004 vernieuwde clublogo van Schiebroek'94, wat als basis diende voor het logo van Neptunus-Schiebroek.

Vanaf 1 februari 1994 werd door verschillende vertegenwoordigers van de drie verenigingen hard gewerkt aan de uitwerking van de plannen voor een fusie. Met de volledige fusie beogen de plannenmakers de oprichting van één grote vereniging met een gezonde basis voor de toekomst. Naast het reduceren van de kosten door schaalvergroting wil men bereiken dat meer aandacht wordt geschonken aan de jeugd. De nieuwe vereniging zal van start gaan met een trainer voor zowel de zaterdag- als zondag senioren. Trainer van de zaterdag-selectie werd John van der Sluis en trainer van de zondag-selectie werden Piet van Veen en André van Oord. Verder werd bij de oprichting voorzien in de behoefte aan voetbal voor gehandicapten, de zogeheten G-teams. Ook zou het complex aan de Hazelaarweg een facelift ondergaan. Er kwam een nieuwe kantine en het aantal kleedkamers werd uitgebreid. Daarnaast werd in 1994 het hoofdveld (het huidige tweede veld) geheel gerenoveerd.

#### DESV Schiebroek
DESV Schiebroek werd op 1 juli 1984 opgericht na een fusie tussen DESV een vv Schiebroek.

## Accommodatie
Neptunus-Schiebroek speelt zijn thuiswedstrijden op Sportpark Hazelaarweg en is gevestigd aan de Hazelaarweg 40 in Rotterdam en beschikt daar over drie velden waarvan het hoofdveld en het tweede veld kunstgrasmatten zijn die in de zomer van 2020 zijn aangelegd. Het hoofdveld heeft een overdekte tribune met ca. 200 zitplaatsen.
Dit is de accommodatie waar RVV Schiebroek '94 vanaf de oprichting in 1994 tot aan de fusie al speelde.
Het huidige clubhuis had cs Unicum als eerste eigenaar en werd geopend op 29 augustus 1964. In hetzelfde jaar verhuisde ook vv Schiebroek naar de Hazelaarweg om daar tot aan de fusie op 1 juli 1987 met DESV te blijven.

## Erelijst
- 2013 1e elftal kampioen in de 3e klasse D
- 2013 2e elftal kampioen in de reserve 3e klasse
- 2015 1e elftal promotie naar de 1e klasse via nacompetitie
- 2015 2e elftal promotie naar de reserve 1e klasse via nacompetitie
- 2019 1e elftal kampioen in de 2e klasse D
- 2025 1e elftal kampioen in de 3e klasse G

## Competitieresultaten 2012–heden (zaterdag)
| 4 3C |

| 1 3B |

| 5 2D |

| 2 2D |

| 9 1B |

| 14 1B |

| 8 2D |

| 1 2D |

| 2* 1B |

| 6* 1B |

| 14 1B |

| 7 2F |

| 11 2D |

| 1 3G |

| Tweede divisie | Derde divisie | Vierde divisie | Eerste klasse |
| Tweede klasse  | Derde klasse  | Vierde klasse  | Vijfde klasse |

2013: De beslissingswedstrijd op 18 mei om het klassekampioenschap in 3B werd bij BVCB met 3-1 gewonnen van Soccer Boys.
2015: Op 30 mei en 6 juni werden promotiewedstrijden gespeeld tegen HVC '10. De heenwedstrijd werd met 2-3 gewonnen. Het 2-2-gelijkspel thuis volstond voor promotie.
2019: Op 18 mei werd op de voorlaatste speelronde thuis door een 2-1-overwinning tegen RV & AV Sparta het kampioenschap van 2D gevierd.
2020 & 2021: * Dit seizoen werd stopgezet vanwege de uitbraak van het coronavirus. Er werd voor dit seizoen geen officiële eindstand vastgesteld.
2025: Op 24 mei werd op de laatste speeldag de kampioenswedstrijd bij CKC met 0-6 gewonnen.

## Resultaten amateurvoetbal 2012–2014 (zondag)
| 6 1B |

| 5 1B |

| 7 1B |

| Eerste klasse |

### Resultaten SC Neptunus 1903–2011
| 3 3C |

| 2 3C |

| 2 3D |

| 4 3D |

| 2 3D |

| 5 3E |

| 2 3C |

| 1 3B |

| 7 2A |

| 6 2A |

| 7 2A |

| 8 2B |

| 10 |

| 3 2A |

| 7 2C |

| 4 2C |

| 7 2C |

| 5 2C |

| 8 2C |

| 9 2C |

| 1 3H |

| 10 2A |

| 5 2B |

| 8 2A |

| 8 2B |

| 5 2B |

| 9 2B |

| 8 2B |

| 2 2A |

| 2 2B |

| 6 2A |

| 6 2B |

| 3 2B |

| 9 2A |

| 2 2A |

| 6 2A |

| 4 2B |

| 5 |

| 7 2A |

| 1 2B |

| 1 2B |

| 4 2B |

|  |

| 6 WII |

| 6 WII |

| 8 WI |

| 6 WII |

| 10 WII |

| 6 2B |

| 8 2A |

| 4 2A |

| 10 2B |

| 2 3D |

| 2 2A |

| 2 2B |

| 2 2B |

| 11 2B |

| 2 2A |

| 3 2B |

| 2 2A |

| 2 2B |

| 3 2A |

| 1 2B |

| 2 1B |

| 7 1B |

| 2 1B |

| 6 1B |

| 10 1B |

| 9 1B |

| 7 1B |

| 11 1B |

| 10 2B |

| 2 2B |

| 6 1B |

| 1 1B |

| 12 A |

| 11 A |

| 11 A |

| 10 A |

| 13 A |

| 14 1B |

| 4 2B |

| 11 2B |

| 8 2B |

| 5 2B |

| 4 2A |

| 1 2B |

| 7 1B |

| 9 1B |

| 12 1B |

| 2 2B |

| 3 2B |

| 5 2B |

| 3 1B |

| 1 1B |

| 12 A |

| 6 1B |

| 12 1B |

| 8 2D |

| 7 2D |

| 2 2C |

| 2 2D |

| 1 2D |

| 2 1B |

| 6 1B |

| 4 1B |

| 2 1B |

| 9 1B |

| 4 1B |

| Hoofdklasse | Eerste klasse | Tweede klasse | Derde klasse | Noodcompetitie |

In elke staaf van de grafiek staat van boven naar beneden vermeld: 
- Eindnotering

Dit is de positie die de club heeft bereikt in de competitie, zonder eventuele beslissings-, play-off- of nacompetitiewedstrijden die nodig zijn geweest om bijvoorbeeld de kampioen van de competitie te bepalen.
Indien een * achter het getal staat is de notering een tussenstand en kan het zijn dat de notering niet overeenkomt met de uiteindelijke eindstand van de competitie.
Staat er een - dan is het seizoen nog bezig en is er geen definitieve uitslag bekend.
Staat er xx op de positie van de notering, dan heeft de club vroegtijdig de competitie verlaten. Dit kan onder andere komen door terugtrekking van het team, faillissement van de club of door een uitgedeelde straf van de KNVB. In veel gevallen staat elders in het artikel de reden vermeld.
Staat er een ? dan is het resultaat uit het verleden onbekend, en is alleen de competitie of het niveau bekend van dat seizoen.
In de seizoenen 2019/20 en 2020/21 werd wegens de coronacrisis het amateurvoetbal afgebroken. Daardoor kennen deze staven geen eindklassering (middels -- weergegeven).
- Competitieniveau en afdelingsletter of Officiële eindstand Eredivisie
  - Competitieniveau en afdelingsletter

Hierbij geeft het getal het niveau weer, dat ook terug te vinden is in de legenda. De letter is de afdelingsaanduiding en wordt gebruikt wanneer er meer afdelingen zijn op hetzelfde niveau. De afdelingsletter is altijd een hoofdletter en wordt meestal zonder nummer gebruikt.
Voorbeeld: 2F is niveau 2e klasse competitie F.
Het competitieniveau en nummer wordt niet vermeld wanneer er slechts één competitie van dit niveau was.
  - Officiële eindstand Eredivisie (getal staat tussen haakjes vermeld)

Sinds de introductie van play-offwedstrijden voor Europees voetbal na afloop van de reguliere competitie in 2005/06, is de KNVB verplicht een eindstand van de Eredivisie door te geven aan de UEFA aan de hand van deze play-offwedstrijden.
Bij deze eindstand staan clubs die zich hebben gekwalificeerd voor Europees voetbal hoger dan clubs die zich niet wisten te kwalificeren. Indien er geen verschil was tussen de eindnotering en de officiële eindstand, staat dit getal niet vermeld.

- Onderafdeling

Hier staat afgekort de naam van de onderafdeling indien de club in dat jaar in een onderafdeling uitkwam. Tevens staat deze afkorting in de legenda en wordt gelinkt naar het artikel over deze onderafdeling. Deze afkorting wordt alleen vermeld wanneer de club in het verleden in verschillende onderafdelingen heeft gespeeld. Deze vermelding is in de staaf altijd in kleine letters. Deze onderafdelingen zijn na het seizoen 1995/96 afgeschaft. Heeft de club in slechts één onderafdeling gespeeld, dan is dit alleen terug te vinden in de legenda.
Onder de staaf staat het jaartal vermeld waarin het seizoen is afgesloten. 15 verwijst naar het seizoen 2014/15 of eventueel het seizoen 1914/15.
Wanneer een staaf leeg is, zijn deze gegevens niet bekend. Het kan ook zijn dat de club dat seizoen niet heeft meegespeeld op het hogere amateurniveau, vroegtijdig de competitie heeft verlaten of uit de competitie is gezet.

In het seizoen 1944/45 was er wegens de Tweede Wereldoorlog geen regulier competitievoetbal.

### Bijzonderheden Jeugd afdeling
- In de seizoenen 2011-2012 en 2012-2013 was er geen B1
- In de seizoenen 2013-2014 en 2017-2018 was er geen A1/JO19-1
- Vanaf het seizoen 2016-2017 werden de benamingen door de KNVB gewijzigd naar JO
- Vanaf het seizoen 2019-2020 werd er bij Neptunus-Schiebroek voor het eerst gewerkt met een JO14
- Vanaf het seizoen 2020-2021 werd er bij Neptunus-Schiebroek voor het eerst gewerkt met een JO16 en JO18

### Bijzonderheden Zondag afdeling
- Het seizoen 2013-2014 was het laatste seizoen met prestatief zondagvoetbal

## Afkortingen
- R.V.V. = Rotterdamse Voetbal Vereniging
- R.V. & A.V. = Rotterdamse Voetbal & Atletiek Vereniging
- C.S. = Christelijke Sportvereniging
- S.C. = Sport Club
- C.V.V. = Crooswijksche Voetbal Vereeniging
- S.I.O.D. = Scoren Is Ons Doel
- D.E.S.V. = Door Eendracht Saam Vereend (later Door Eendracht Samen Verbonden)
- D.G.B. = De Griep Boys
- V.V.S. = Voetbal Vereniging Schiebroek

## Bekende (oud-)spelers
- Marouan Azarkan
- Steve Escalona
- Derensili Sanches Fernandes
- Jesper Hogedoorn
- Wim Landman